# Прилепы (Алпеевское сельское поселение)
Прилепы — деревня в Сосковском районе Орловской области. Входит в Алпеевское сельское поселение.

## Население
| 2002 | 2010 |
| ---- | ---- |
| 187  | ↘165 |

## История
Прилепы являлась деревней собственного прихода 2-го Благочиннического округа Кромского уезда.